# Vale Frechoso
Vale Frechoso es una freguesia portuguesa del municipio de Vila Flor, con 22,51 km² de superficie y 241 habitantes (2001). Su densidad de población es de 10,7 hab/km².